# Franska Guyanas damlandslag i fotboll
Franska Guyanas damlandslag i fotboll representerar Franska Guyana i fotboll på damsidan. Dess förbund är Ligue de Football de Guyane.